# Las Yayas de Viajama
Las Yayas de Viajama è un comune della Repubblica Dominicana di 10.883 abitanti, situato nella Provincia di Azua. Comprende, oltre al capoluogo, un distretto municipale: Villarpando.